# Bimbominkia
Nel gergo di internet, bimbominkia (a volte riportato con la grafia bimbominchia e abbreviato con le sigle BMK e BM) è un termine con connotazione negativa che indica un utente, spesso giovane, di scarsa cultura e capacità linguistica, che si esprime con un linguaggio basato su errori sintattici e grammaticali, colmo di anglicismi spiccioli, frasi abbreviate da acronimi e decorate da emoticon e altri simboli virtuali. Si è inoltre soliti identificare come bimbominkia una persona dal carattere infantile, autoreferenziale, arrogante, eccessivamente attaccata alla tecnologia e abituata a pubblicare numerosi selfie sulle reti sociali.

## Storia
Secondo quanto riporta il blog Pizzi chi?, la parola venne coniata da alcuni utenti di NGI nei primi anni duemila e si diffuse nelle comunità online di videogiochi MMORPG come World of Warcraft. Il termine "bimbominkia" andava quindi a identificare un giovane utente che fa uso di anglicismi e/o commette errori grammaticali quando si serve delle piattaforme online, e il cui modo di vestire si ispira ai musicisti emo e ai cantanti pop californiani. Il termine venne anche a identificare, in modo più generico, un utente infantile e dal quoziente intellettivo apparentemente limitato.
Secondo lo Zingarelli 2014, l'espressione comparve per la prima volta nell'italiano scritto nel 2007. Il lemma attirò l'attenzione della Corte di cassazione, la quale, in una sentenza del 2022, stabilì che il termine utilizzato nei social network costituisce il reato di diffamazione.